# Varmhyra
Varmhyra är hyra för lägenhet, fastighet eller lokal, där kostnaden för värme och vatten är inräknad. I vissa fall ingår även elen i varmhyran. Den andra varianten, där dessa kostnader inte ingår, kallas kallhyra.
Varmhyran är kallhyran plus kostnad för värme, vatten och eventuellt el. 